# 上記
『上記』（うえつふみ）は、いわゆる古史古伝と呼ばれる文書の一つであり、一般に偽書とされる。ウガヤフキアエズ王朝を含む古代日本の「歴史」などが豊国文字で書かれている。

## 概要
1837年（天保8年）に豊後国（現在の大分県）で発見された。『上紀』、『上津文』、『上つ文』、『ウエツフミ』とも書き、『大友文献』、『大友文書』などともいう。神代文字の一種である豊国文字で記されている。
『上記』の序文には、1223年（貞応2年）に源頼朝の落胤とも伝えられている豊後国守護の大友能直が、『新はりの記』や『高千穂宮司家文』等の古文書をもとに編纂したとあるが、一般に史実とはみなされていない。
内容は、ウガヤフキアエズ王朝に始まる神武天皇以前の歴史や、天文学、暦学、医学、農業・漁業・冶金等の産業技術、民話、民俗等についての記事を含む博物誌的なものである。
例えば『上記』によると、神武天皇はウガヤフキアエズ王朝の第73代であり、中国に農業や文字を伝えたのは日本であり、日本では精密な独自の太陽暦があったことなどが記されている。

## 写本
現存する『上記』の写本には、宗像本系と大友本系との2つの系列がある。
1. 宗像本とは、豊後国大野郡土師村（現在の大分県豊後大野市大野地区）の宗像家に伝えられていた古文書を、国学者幸松葉枝尺（さちまつ はえさか）が筆写したものである。
2. 大友本とは、豊後国海部郡臼杵福良村（現在の大分県臼杵市福良）の旧家大友家に伝わっていた写本である。

### 宗像本系
- 19世紀初頭、宗像神社の宮司の一族を称する大野郡土師村の庄屋宗像良蔵が、「神のふみ」として伝わる特殊仮名で書かれた古文書の鑑定を、岡藩を訪れていた京都吉田神学館の玉田永教に依頼したが、偽書と断じられた。
- 良蔵の死後の1831年（天保2年）に、この古文書は府内の国学者・幸松葉枝尺の手に渡り、解読が進められた。幸松は、1848年（嘉永元年）に文字を普通仮名に改めた写本を完成するとともに、1872年（明治5年）には原書の特殊仮名のままの写本を完成させた（宗像本）。良蔵の妻の実家に保管されていた原本は、1873年（明治6年）に洪水で流され消失した。宗像本は、現在橋爪家に所蔵されているため、橋爪本とも呼ばれる。
- 1935年（昭和10年）に、神代文化研究会から刊行された『上記』は、野津町の安藤一馬が「宗像本」を書写した「安藤本」を底本とするものである。

### 大友本系
- 1873年（明治6年）に、『上記』の写本が臼杵の旧家大友家に秘蔵されていることが分かり（大友本）、旧臼杵藩の国学者春藤倚松が1875年（明治8年）に大友本の臨写（底本に用紙を重ね書写すること）を完成させた（春藤本）。大友本は現在大分県立図書館に保存されている。また、春藤本は2006年（平成18年）に臼杵市に寄贈され、臼杵市登録文化財に登録されている[1]。

## 研究
- 1874年（明治7年）、幸松は写本の複写本1部を大分県令を通じて明治政府に献本。教部省の意向で根本真苗・吉良義風が共同で『上記』の翻訳作業を行い、1875年（明治8年）に『上記』及び『上記直訳』41冊を発表すると、続けざまに、井上頼圀が『上津文辨義』、後藤碩田が『上記考』を発表した。田近陽一郎が『高千穂古文字伝』（1876年（明治9年）を著し、吉良義風は1877年（明治10年）に『上記直訳』を基に『上記鈔訳』を著している。教部省主導ということからも窺えるように軍人や政治家の国粋主義宣伝の材料にされてしまい、また原本が学会ではまったく認知されていない神代文字で書かれていたことから、一般の学会ではほとんど無視された。
- また、内務省も幸松の献本を筆写し、『うへ津婦美』41冊を完成させた。このうち3冊は別に筆写され『上記副本』として残された。
- 『上記』、『うへ津婦美（上つ文）』、『上記直訳』及び『上記鈔訳』は、内閣文庫に保管された後、中央省庁再編に伴い国立公文書館に移管され、現在は同館で公開されている。また『上記鈔訳』は、国立国会図書館の近代デジタルライブラリーで閲覧する事も可能である。

## 三角寛とサンカ伝承との関係
『上記』はサンカの伝承との関係がしばしば指摘され、時にはサンカ伝承の盗作であると言われることもある。
その理由は『上記』で使われている豊国文字がサンカ文字とよく似ていることと、下総国のサンカの伝承に「大友能直がサンカを1600人も殺し、昔から伝わっていた書物を奪った」というものがあることによる。
ただし、この伝承もサンカ文字もともに三角寛以外に紹介した者がおらず、学術的な検証はできていない。
また、三角寛は『上記』の発見場所と同じ大分県出身であり、『上記』には三角寛だけが紹介したサンカ文字とよく似ている文字が使用されている。加えて、三角は薬草について造詣が深かったといわれているが、三角が紹介している薬草は『上記』に登場する薬草とかなりの部分で一致するなど、三角一人を介して『上記』とサンカが結合する構造になっている。

## 多元史観の影響
多元的古代史観を提唱する者の中には、『上記』の研究をする者が少なくない。古田武彦と小松左京の間で述べられたのがきっかけである。